# 슈프림스

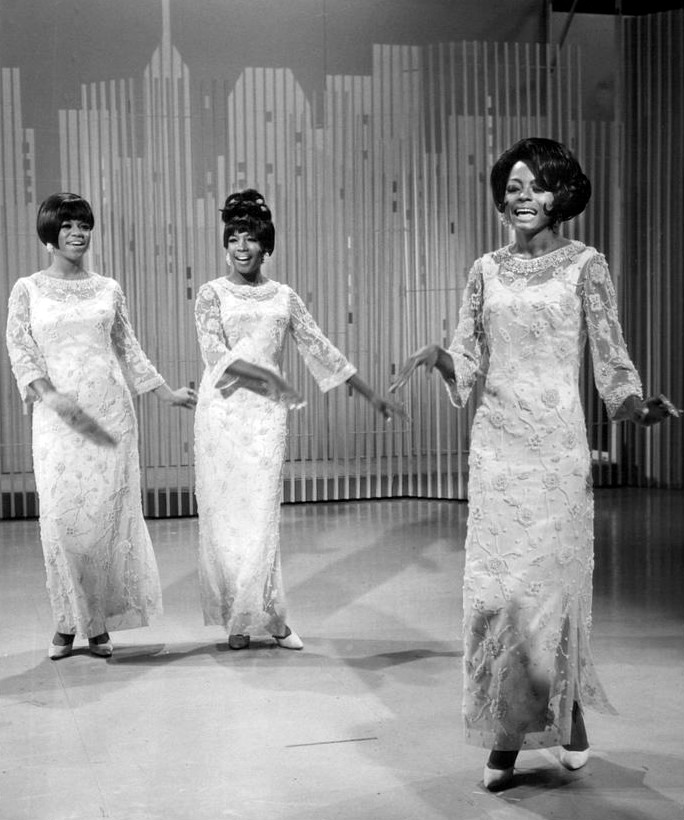
1966년 에드 설리번 쇼에서 플로렌스 발라드, 메리 윌슨, 다이애나 로스가 "너 없이 내 세상은 비어있다"를 공연했다.

슈프림스(The Supremes)는 리듬 앤 블루스 음악으로 인기가 높았던 미국의 흑인 여성 트리오이다.
다이애나 로스, 메리 윌슨, 플로렌스 발라드 등 주요 구성원 3인이 어릴 적부터 친구관계였다. 고등학교 시절 트리오를 결성해 활동하다가 아마추어 콩쿠르 우승을 계기로 1961년 《아이 원트 어 가이》로 본격 데뷔하였다. 《사랑은 어디로 갔나》(1964년)를 비롯하여 여러 밀리언 셀러를 내었다. 1967년에 '다이애나 로스와 슈프림스'로 잠시 개명하기도 했으며, 1977년 해체되었다.
1988년 로큰롤 명예의 전당에 헌액되었으며, 1994년 할리우드 명예의 거리에 올랐다.

## 구성원
| 멤버 이름       | 멤버 이름        | 활동 기간                   | 출생 년도 | 사망 년도 | 비고      |
| --------------- | ---------------- | --------------------------- | --------- | --------- | --------- |
| 다이애나 로스   | Diana Ross       | 1959 ~ 1970년               | 1944년    |           |           |
| 플로렌스 발라드 | Florence Ballard | 1959 ~ 1967년               | 1943년    | 1976년    |           |
| 메리 윌슨       | Mary Wilson      | 1959 ~ 1977년               | 1944년    | 2021년    | 역대 멤버 |
| 다이애나 로스   | Diana Ross       | 1959 ~ 1970년               | 1944년    |           |           |
| 베티 맥글로운   | Betty McGlown    | 1959 ~ 1960년               | 1941년    | 2008년    |           |
| 바바라 마틴     | Barbara Martin   | 1960 ~ 1962년               | 1943년    | 2020년    |           |
| 신디 버드송     | Cindy Birdsong   | 1967 ~ 1972년 1973 ~ 1976년 | 1939년    |           |           |
| 진 테렐         | Jean Terrell     | 1970 ~ 1973년               | 1944년    |           |           |
| 린다 로렌스     | Lynda Laurence   | 1972 ~ 1973년               | 1949년    |           |           |
| 셰리 페인       | Scherrie Payne   | 1973 ~ 1977년               | 1944년    |           |           |
| 스세이 그린     | Susaye Greene    | 1976 ~ 1977년               | 1949년    |           |           |

## 같이 보기
- 로큰롤 명예의 전당 헌액자 목록
- 다이애나 로스